# Кривиц, Джейми-Ли
Джейми-Ли Кривиц (нем. Jamie-Lee Kriewitz; 18 марта 1998) — немецкая певица. В 2016 году представила Германию на Евровидении 2016 с песней «Ghost».

## Биография

### Первые годы
Джейми-Ли Кривиц родилась 18 марта 1998 года в немецком городе Шпринге неподалеку от Ганновера. В 12 лет она присоединилась к госпел-хору Joyful Noise. Её отец играет на ударных в составе немецкой панк-рок группы 3Zylinder, однако больше никто из её семьи не занимался музыкой.
Джейми-Ли является поклонницей японского молодёжного стиля Decora kei, а также музыкального жанра K-pop, очень популярного в Южной Корее. Её любимая музыкальная группа этого жанра — Block B. Джейми — веган.

### 2016 — настоящее время
В 2016 году певица победила в музыкальном конкурсе «The Voice of Germany» (Голос Германии). Зрители отдали около 38 % процентов голосов за неё.
В 2016 году она участвовала и победила в национальном отборе Германии на Евровидение 2016 с песней «Ghost», что дало ей право представить свою страну на Евровидении 2016 в Стокгольме, на котором по итогам голосования жюри получила 1 балл, по итогам голосования зрителей — 10 баллов; и заняла последнее, 26 место.

## Дискография

### Синглы
| Год  | Название | Наивысшая позиция | Наивысшая позиция | Наивысшая позиция | Альбом |
| Год  | Название | GER               | AUT               | SWI               | Альбом |
| ---- | -------- | ----------------- | ----------------- | ----------------- | ------ |
| 2015 | «Ghost»  | 11                | 65                | 26                |        |